# Rick Dyer
Rick Dyer é um designer de jogos eletrônicos estadunidense. Ele fundou a RDI Video Systems, desenvolvedora do popular Dragon's Lair, Space Ace e também Thayer's Quest.
Dyer é conhecido por ser o responsável pelo console de jogos Halcyon da RDI Video Systems, batizado em homenagem a IA HAL 9000 de 2001: Uma Odisseia no Espaço. O Halcyon foi um console muito avançado para o seu tempo, apresentando reconhecimento de voz e síntese de fala em 1985.

## História
Desde sua infância na Califórnia, Rick Dyer tinha uma tendência a criar dispositivos tecnológicos. Quando era jovem, desenvolveu um relógio cuco falante que emitia citações populares a cada hora. Mais tarde, ele adicionou um computador ao seu carro que poderia chamar o nome dos seus acompanhantes.
Apesar de não ter um diploma, Dyer conseguiu um emprego como engenheiro na Hughes Eletronics, onde continuou fazendo suas criações. Uma dessas invenções foi um jogo eletrônico de turfe. O jogo nunca passou da etapa de protótipo, mas ainda assim conseguiu chamar a atenção da Mattel. Quando Dyer se formou na Universidade Politécnica da Califórnia, a empresa o contratou e o empregou na criação de brinquedos. Dyer criou vários produtos durante seu tempo na Mattel, incluindo participação no Intellivision, um console da segunda geração. Ocasionalmente, Dyer deixou a Mattel e decidiu trabalhar por conta própria.
Embora o trabalho de Dyer na Mattel tenha sido recompensador, o que ele realmente queria fazer era criar um jogo baseado em fantasia que usasse animação realista em seus gráficos. Depois de deixar a Mattel, Dyer fundou a Advanced Microcomputer Systems em 1979. Logo, a empresa mudaria de nome para "RDI Video Systems".

## Produções
| Tipo   | Nome          | Ano  | Referência |
| ------ | ------------- | ---- | ---------- |
| Arcade | Stargate      | 1982 | [ 4 ]      |
| Arcade | ZZYZZYXX      | 1982 | [ 4 ]      |
| Arcade | Dragon's Lair | 1983 | [ 4 ]      |
| Arcade | Space Ace     | 1983 | [ 4 ]      |
| Arcade | Time Traveler | 1991 | [ 4 ]      |